# 髙橋裕子
髙橋 裕子（たかはし ゆうこ、1957年 - ）は、日本の歴史学者、津田塾大学学長、国際女性史連盟（IFRWH）会長。日本学術会議会員。元アメリカ学会会長。元日本アメリカ史学会運営委員会代表。ジェンダー史学会代表理事。広島市出身。

## 学歴
- 1976年：東京都立青山高等学校卒業[2]
- 1980年：津田塾大学学芸学部英文学科卒業[3]
- 1983年：カンザス大学大学院教育学研究科修了、M.A. in History（ロータリー財団奨学生）[3]
- 1984年：筑波大学大学院地域研究研究科修了、国際学修士[3]
- 1989年：カンザス大学大学院教育学研究科修了、Ph.D. in Education[3]

## 職歴
- 1990年：桜美林大学国際学部専任講師[3]
- 1993年：桜美林大学国際学部助教授[3]
- 1997年：津田塾大学学芸学部英文学科助教授、日本アメリカ史学会運営委員会代表[3]
- 2001年：調布市男女共同参画推進プラン検討委員会会長[3]
- 2002年：文部科学省教科用図書検定調査審議会臨時委員[3]
- 2003年：スタンフォード大学フルブライト研究員[3]
- 2004年：津田塾大学学芸学部英文学科教授[3]
- 2008年：歴史人類学会評議員[3]
- 2011年：日本学術会議連携会員、竹村和子フェミニズム基金理事[3]
- 2013年：ウェルズリー大学フルブライト研究員[3]
- 2014年：ジェンダー史学会副代表理事、津田塾大学同窓会副会長[3]
- 2015年：International Federation for Research in Women's History理事[3]
- 2016年：津田塾大学学長、学校法人津田塾大学常務理事、アメリカ学会副会長、日本私立大学連盟常務理事、大学基準協会評議員、私立大学退職金財団評議員[3]
- 2017年：学習院大学外部評価委員会委員長、アメリカ研究振興会評議員[3]
- 2018年：アメリカ学会会長、文部科学省大学設置・学校法人審議会特別委員、内閣府男女共同参画推進連携会議議員、渋谷区産官学連携組織評議員会評議員、島根大学外部有識者懇談会委員[3]
- 2019年：大学基準協会理事、グルー・バンクロフト基金評議員、小平市長期総合計画基本構想審議会委員、東京都立青山高等学校同窓会評議員[3]
- 2020年：日本学術会議会員、ジェンダー史学会副代表理事、International Federation for Research in Women’s History会長、アメリカ研究振興会理事、東京工業大学経営協議会委員[3]
- 2021年：立命館アジア太平洋大学APU Governing Advisory Board委員、大学改革支援・学位授与機構大学ポートレート運営会議委員、大学基準協会常務理事・広報委員会委員長、お茶の水女子大学令和3年度グローバル女性リーダー育成研究機構評価委員会委員、放送大学学園理事・評議員、日本ユネスコ国内委員会委員[3]
- 2022年：ジェンダー史学会代表理事、一橋大学社会科学の発展を考える円卓会議委員、文部科学省大学設置・学校法人審議会会長、内閣府教育未来創造会議委員、文部科学省戦略的な留学生交流の推進に関する検討会主査、アメリカ研究振興会常務理事[3]
- 2023年：大学基準協会会長、日米文化教育交流会議デジタル化時代の情報共有と相互理解の進化日米ＷＧ日本側座長[3]

## 受賞
- 2003年：アメリカ学会清水博賞[3]